# Appias zarinda
Appias zarinda är en fjärilsart som först beskrevs av Jean Baptiste Boisduval 1836.  Appias zarinda ingår i släktet Appias och familjen vitfjärilar. Inga underarter finns listade i Catalogue of Life.